# 文麻壯語
文麻壮语，又称岱壮语，是壮语的一种，属中部台语支，通行于云南省文山、麻栗坡、马关和开远等地，在红河州也有分布，最大的密度出现在文山市（一半壮族）和砚山县（壮族人口的20%），使用人数约有10万人。

## 名称
下面是指称文麻壮语使用者的不同外名与内名:43。
- 濮岱pʰu55 ʔdaːi31, pʰu22 taːi11
- 土僚、土老
- 土族
- 濮僚（古汉语外名）

## 方言与分布
江子扬依调类分合的模式，将文麻壮语分为4种方言。
- 北部方言：搭头土；黑土佬。分布在文山市北部和砚山县西部。
- 中部方言：平头土；河岸土佬。分布在文山市周边和攀枝花镇。
- 南部方言：尖头土。分布在麻栗坡县和马关县。
- 东北方言：偏头土。分布在广南县和砚山县东部。

在越南，Thu Lao语（自称：La Hừ，意为“黑土”）分布在下列7个村（Nguyễn 2014）。:14
- 老街省猛康县
  - 左嘉丘社
    - 罗嘘村（48户，228人）
    - 罗芒村（26户，123人）
    - 龙胜村（15户，71人）

  - 清平社曹从村（5户，28人）
- 老街省新马街县
  - 滔诸坪社新斋村（42户，199人）
  - 本迷社匡风村（29户，138人）
  - 难振社左斋村（71户，337人）

Jerold Edmondson将其描述为有约200人使用的中部台语支语言，保持了浊声母，这与高平省重庆县的岱依语很像。
《云南民族识别综合调查报告》报告了一个台语族群，称作摆彝，生活在文山市、马关县和河口瑶族自治县桥头苗族壮族乡。该报告认为它和傣仂语很像。摆彝在河口被分为傣族，在文山和马关则被分为壮族。在1960年，摆彝人口有6958人。

## 音系
许多文麻壮语方言都保留了原始台语的浊塞音。蒂拉班·琅东坎将有浊塞音的方言称为“Dai Tho”，没有的是“Tai Tho”。

## 阅读更多
- Ngô Đức Thịnh & Chu Thái Sơn （1975）. "Mấy ý kiến góp phần xác minh người Thu Lao ở Lào Cai". In, Ủy ban khoa học xã hội Việt Nam: Viện dân tộc học. Về vấn đề xác định thánh phần các dân tộc thiểu số ở miền bắc Việt Nam, 256-273. Hà Nội: Nhà xuất bản khoa học xã hội.
- 云南省民族学会傣学研究委员会编. . 昆明: 云南民族出版社. 2008. ISBN 978-7-5367-4270-3.